# Guioa chrysea
Guioa chrysea är en kinesträdsväxtart som beskrevs av Albert Charles Smith. Guioa chrysea ingår i släktet Guioa och familjen kinesträdsväxter. Inga underarter finns listade i Catalogue of Life.